# Dariu Pop
Dariu Pop (n. 1887, Măgura Ilvei – d. 1965) a fost învățător, poet, organist, romancier, inspector școlar, ofițer voluntar în războiul de întregire a neamului. A avut o activitate prodigioasă – a fondat și dirijat coruri, a întemeiat ziare și reviste - Țara de Sus și Viața școlară, fondate de Dariu Pop în 1921 și 1925 - și a compus muzică.

## In memoriam
- „Zilele scriitorului Dariu Pop”, organizate de Consiliul Județean Bistrița-Năsăud, Centrul Județean pentru Cultură Bistrița-Năsăud și Primaria și Consiliului Local Măgura Ilvei
- Bustul „Dariu Pop” din fața Școlii Generale Măgura Ilvei
- Școala Generală „Dariu Pop” din Micro 16, Satu-Mare
- Strada Dariu Pop din Satu-Mare
- Casa Corpului Didactic „Dariu Pop”, Satu Mare

## Lucrări
- Dariu Pop, O istorie concentrată a Ardealului
- Dariu Pop, Mărturii strămoșești, Note paleografice pe margini de cărți bisericești sătmărene, Satu Mare, Athenaeum, 1938
- Dariu Pop, Măriuca nimănui, ediție îngrijită și tabel cronologic de Ofilat Varvari, postfață de Voichița Pălăceanu-Vereș, Editura Napoca-Star, Cluj-Napoca, 2009
- Dariu Pop, Dascălul din Blidari, Editura Someșul, 2008
- Dariu Pop, Suita Corală din Țara Oașului
- Dariu Pop, Colindă din Sălaj
- Gheorghe Merisescu, Muzicieni ardeleni: Mihai Andreescu-Skeletty, Augustin Bena, Dariu Pop, Iuliu Mureșianu, Editura muzicală, București, 1975, 306 pagini
- Adela Naghiu, Un roman postum al lui Dariu Pop[nefuncțională – arhivă]
, Nord Literar, nr. 6(73), iunie 2009